# Berlin-Uhr
La Berlin-Uhr (horloge de Berlin), également connue sous le nom d'horloge de la théorie des ensembles (Mengenlehreuhr), est une horloge publique à Berlin en Allemagne. Elle est conçue en 1975 par l'inventeur Dieter Binninger (de) pour le compte du Sénat de Berlin et affiche l'heure à l'aide de signaux lumineux.

## Histoire
La montre est entrée dans le Livre Guinness des Records. Haute de sept mètres - mât compris - elle est la « première horloge au monde qui indique l'heure avec des champs colorés lumineux ». Elle est installée le 17 juin 1975 sur la médiane du Kurfürstendamm à l'angle de la Uhlandstrasse. Depuis 1996, elle se trouve devant l'office de tourisme du Europa-Center de la Budapester Straße (de),.

## Principe d'affichage
Contrairement au nom Mengenlehreuhr, l'horloge n'a pas de rapport avec la théorie des ensembles. Le temps est affiché en utilisant une base 5. Les heures et les minutes sont représentées par des feux lumineux sur quatre bandes horizontales. 
Les deux premières bandes en haut indiquent l'heure avec des feux rouges : dans la bande supérieure un feu vaut cinq heures et dans la bande inférieure un feu vaut une heure. L'heure courante résulte de l'addition des valeurs. De la même façon, les minutes sont affichées sur les deux bandes inférieures : sur la troisième bande, les feux jaunes valent cinq minutes, les feux rouges sont les quarts d'heure ; sur la dernière bande en bas, les feux orange valent une minute. Le feux orange rond tout en haut indique les secondes,.

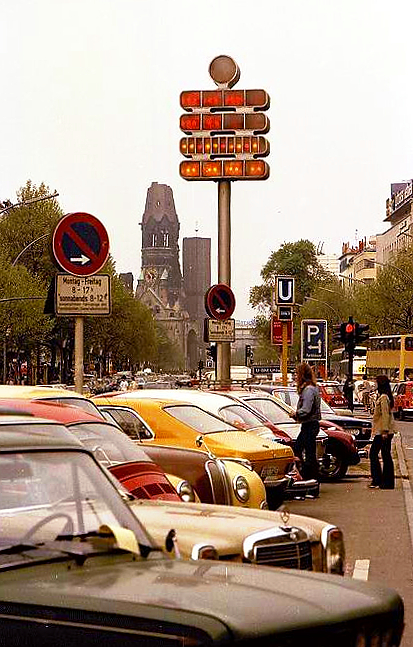
L'horloge à son emplacement d'origine au coin de Kurfürstendamm et Uhlandstrasse à Berlin-Charlottenburg.
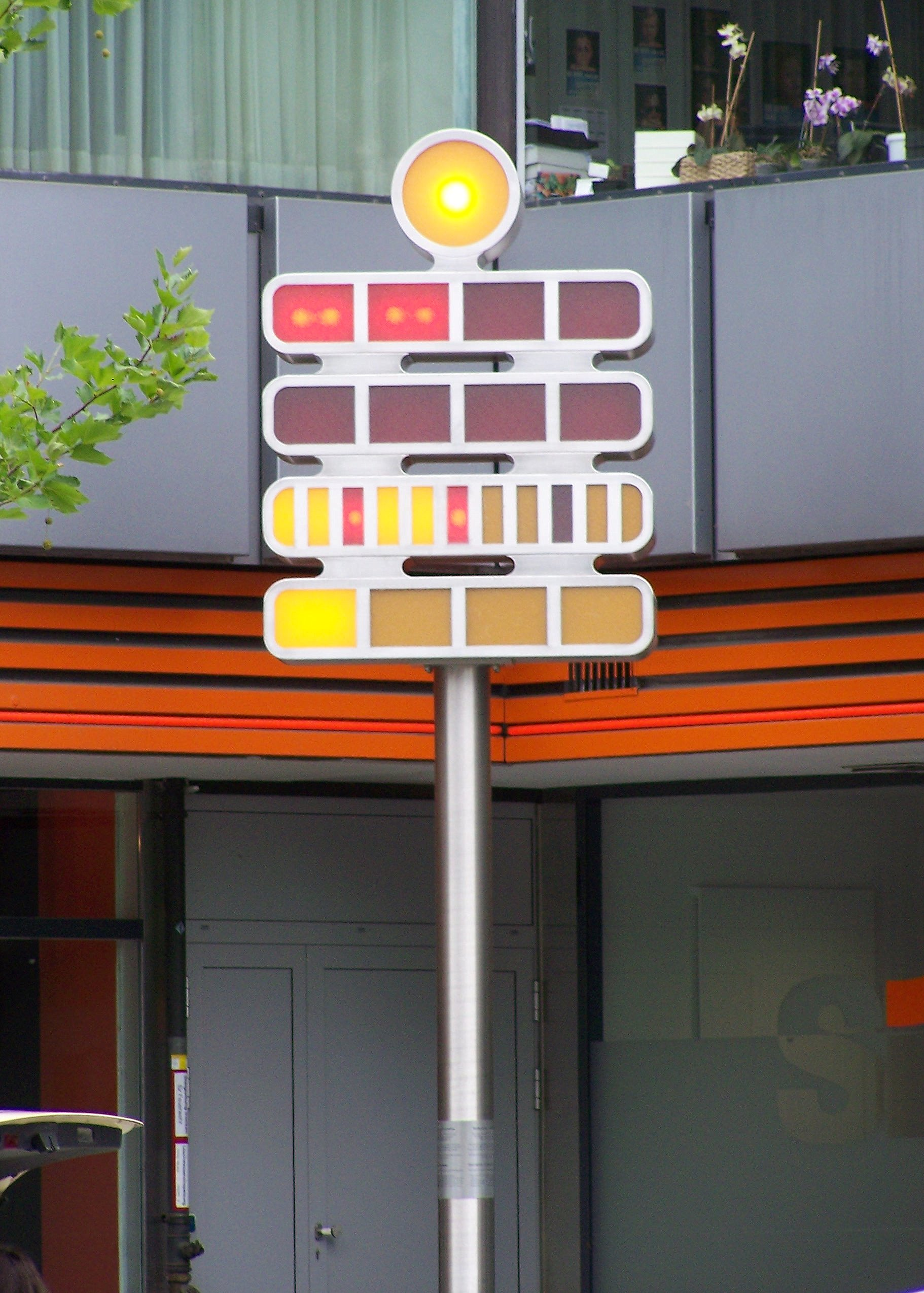
Devant l'office de tourisme.
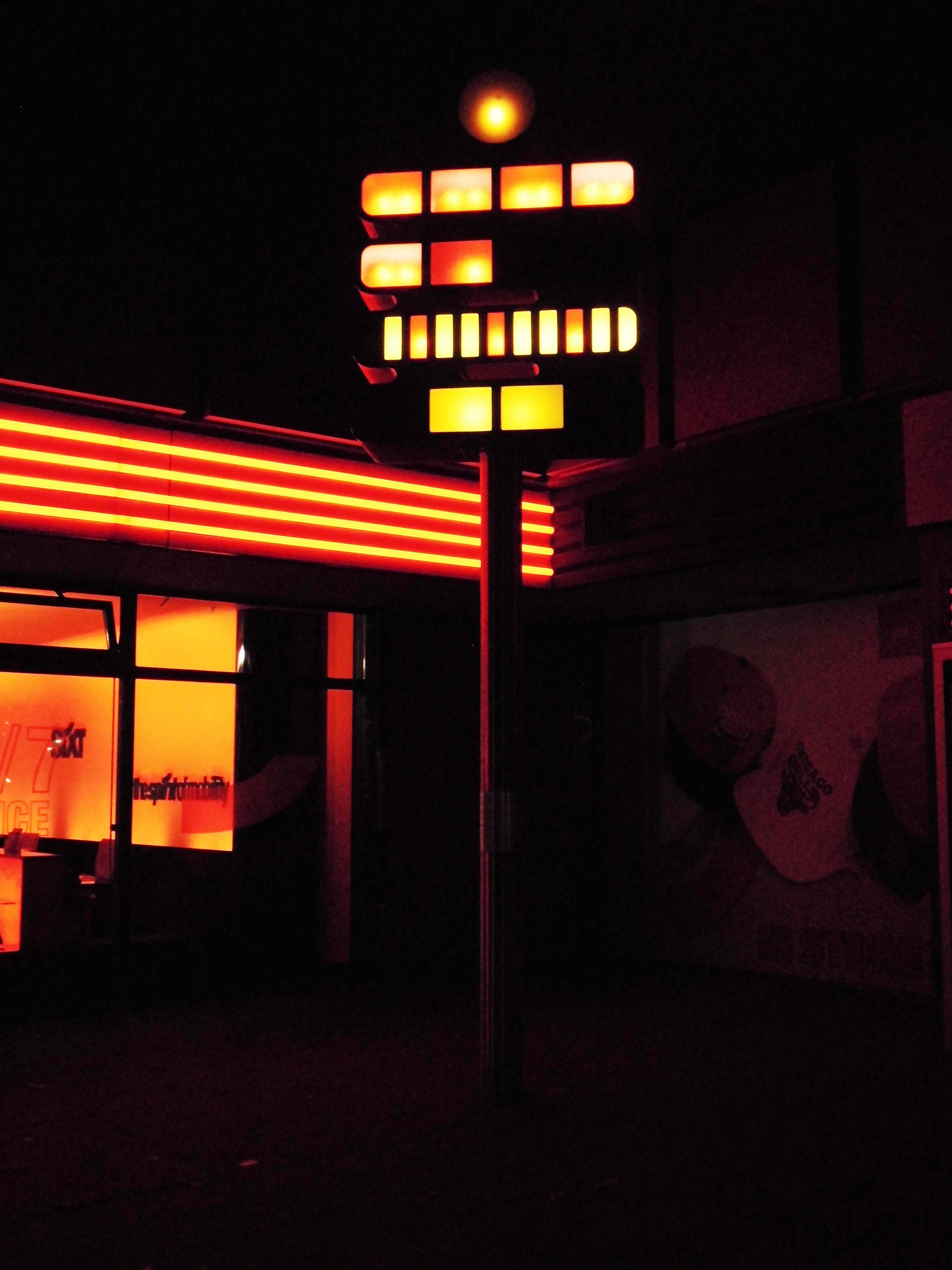
L'horloge la nuit.